# (6344) 1993 VM
(6344) 1993 VM (1993 VM, 1952 QM, 1985 FP, 1986 TW4, 1989 ON1, 1992 KK, 2002 LM59) — астероїд головного поясу, відкритий 1993-Nov року.
Тіссеранів параметр щодо Юпітера — 3,619.